# Mosquée Sidi El Baghdadi

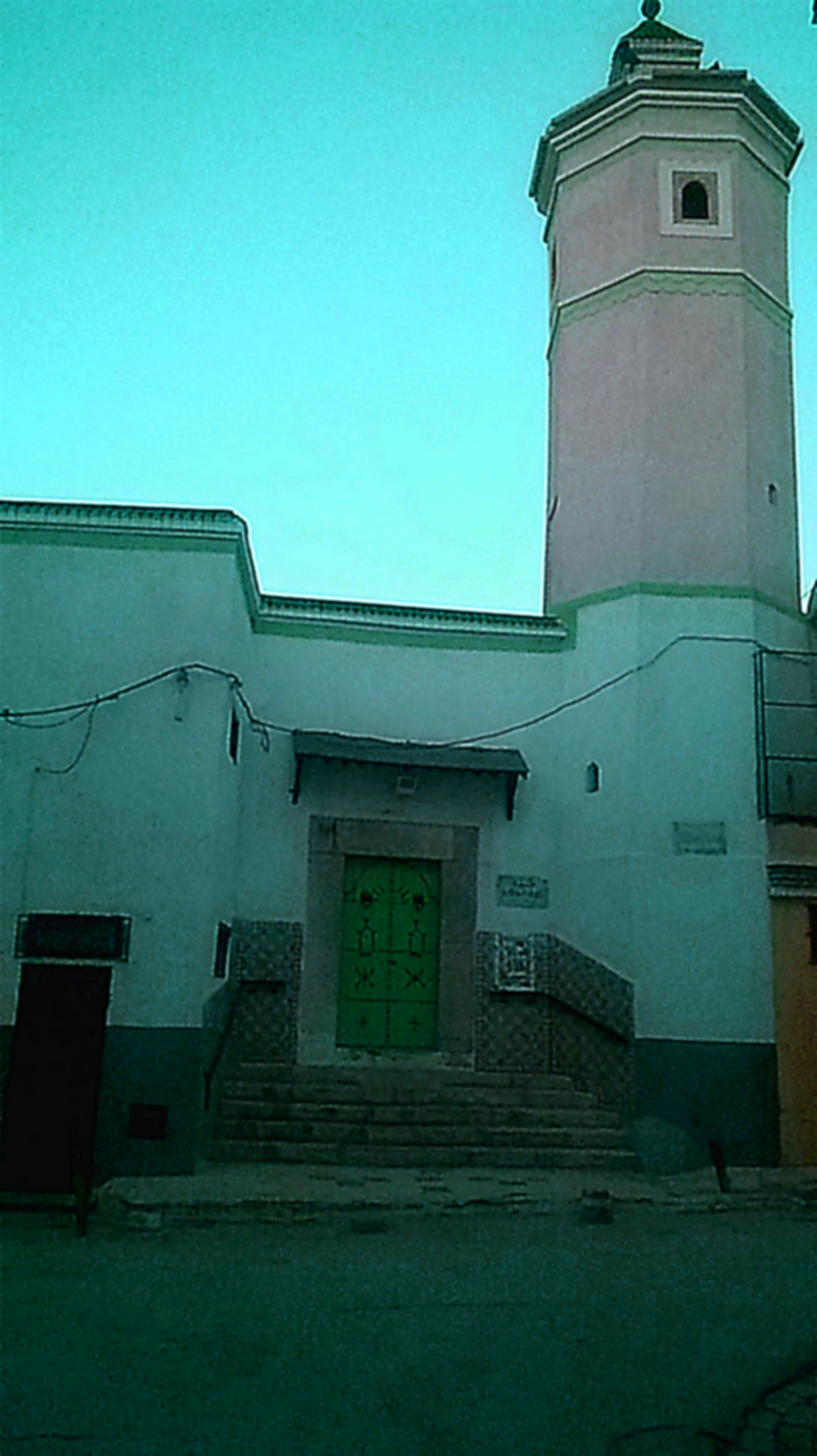
Façade de la mosquée Sidi El Baghdadi

La mosquée Sidi El Baghdadi (arabe : مسجد سيدي البغدادي) est une mosquée tunisienne située au sud-ouest de la médina de Tunis.

## Localisation
Elle se trouve au numéro 15 de la rue Sidi El Baghdadi, près de Bab Menara, l'une des portes de la médina.

## Histoire
Elle est construite sous le règne hafside, au XIIIe siècle (VIIe siècle de l'hégire) comme indiqué sur la plaque commémorative.

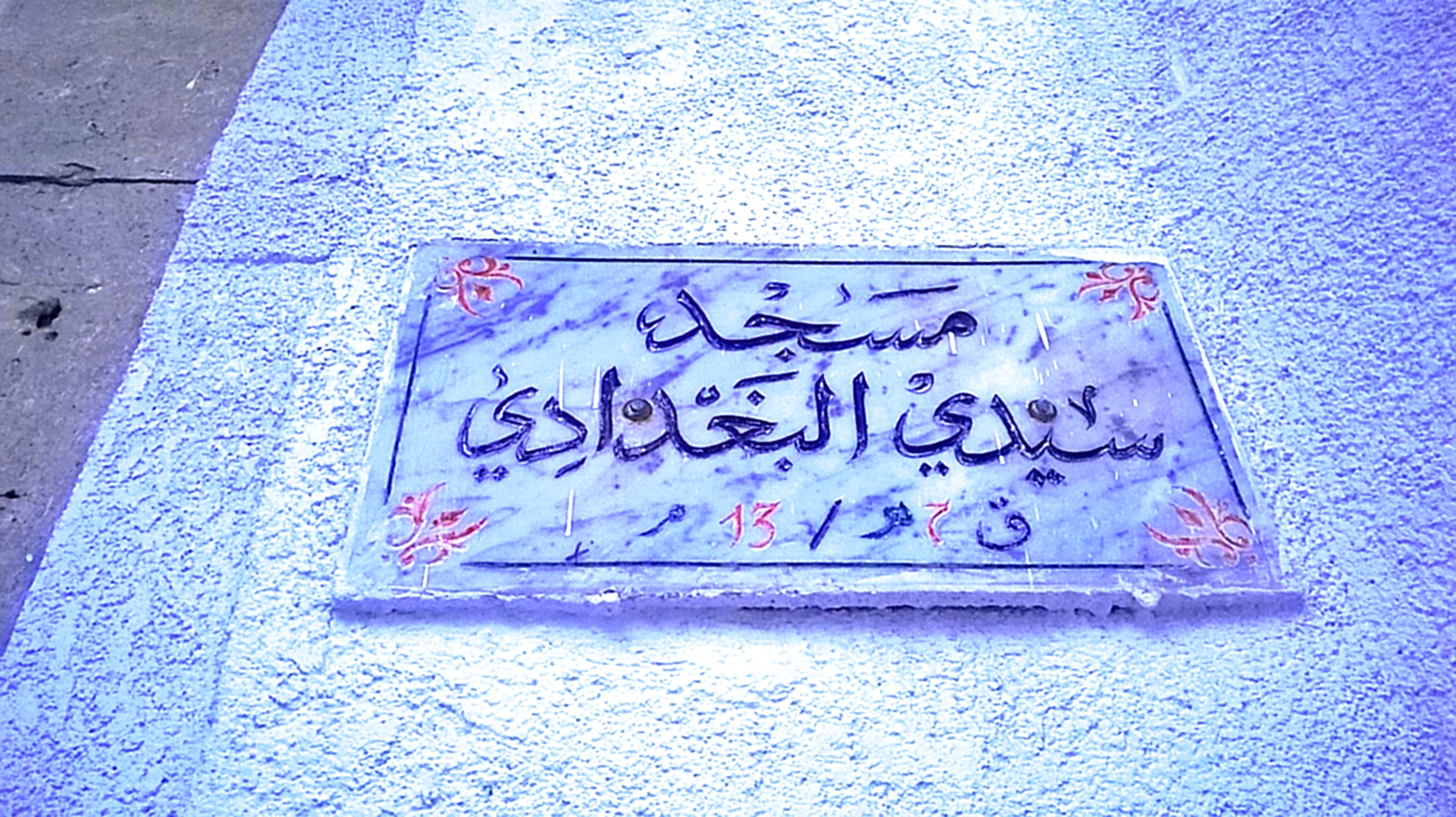
Plaque commémorative de la mosquée
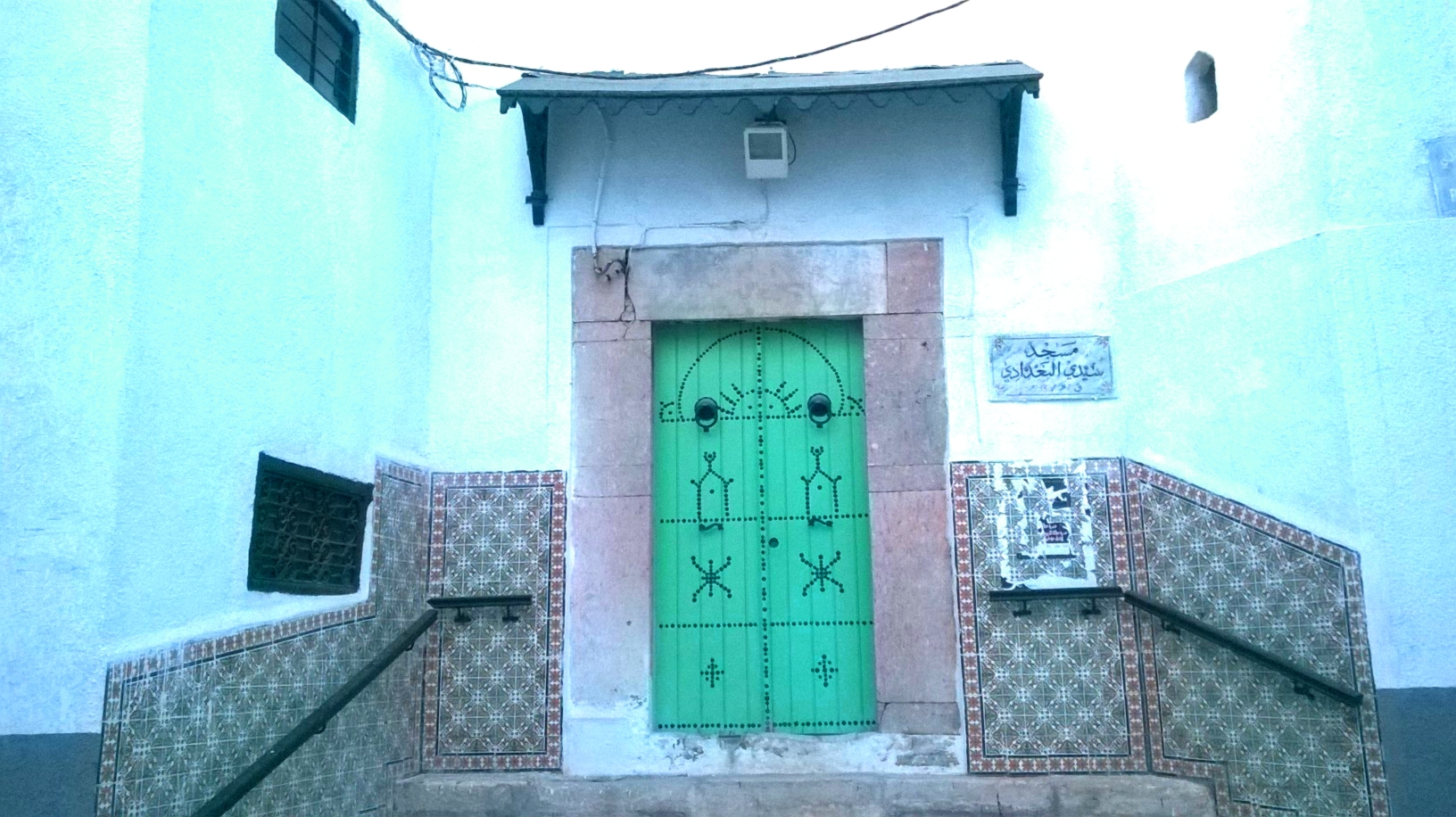
Porte d'entrée
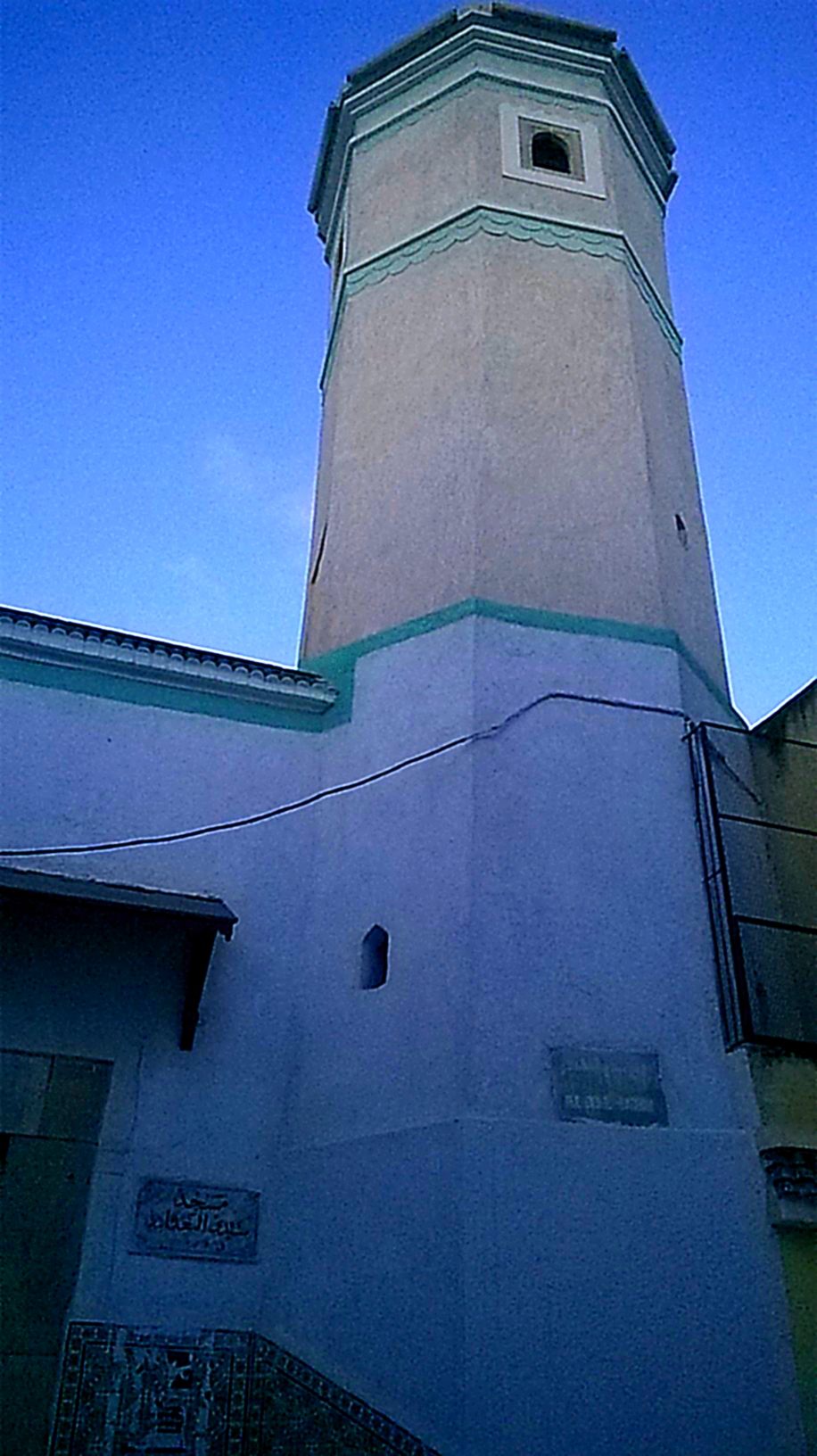
Minaret octogonal
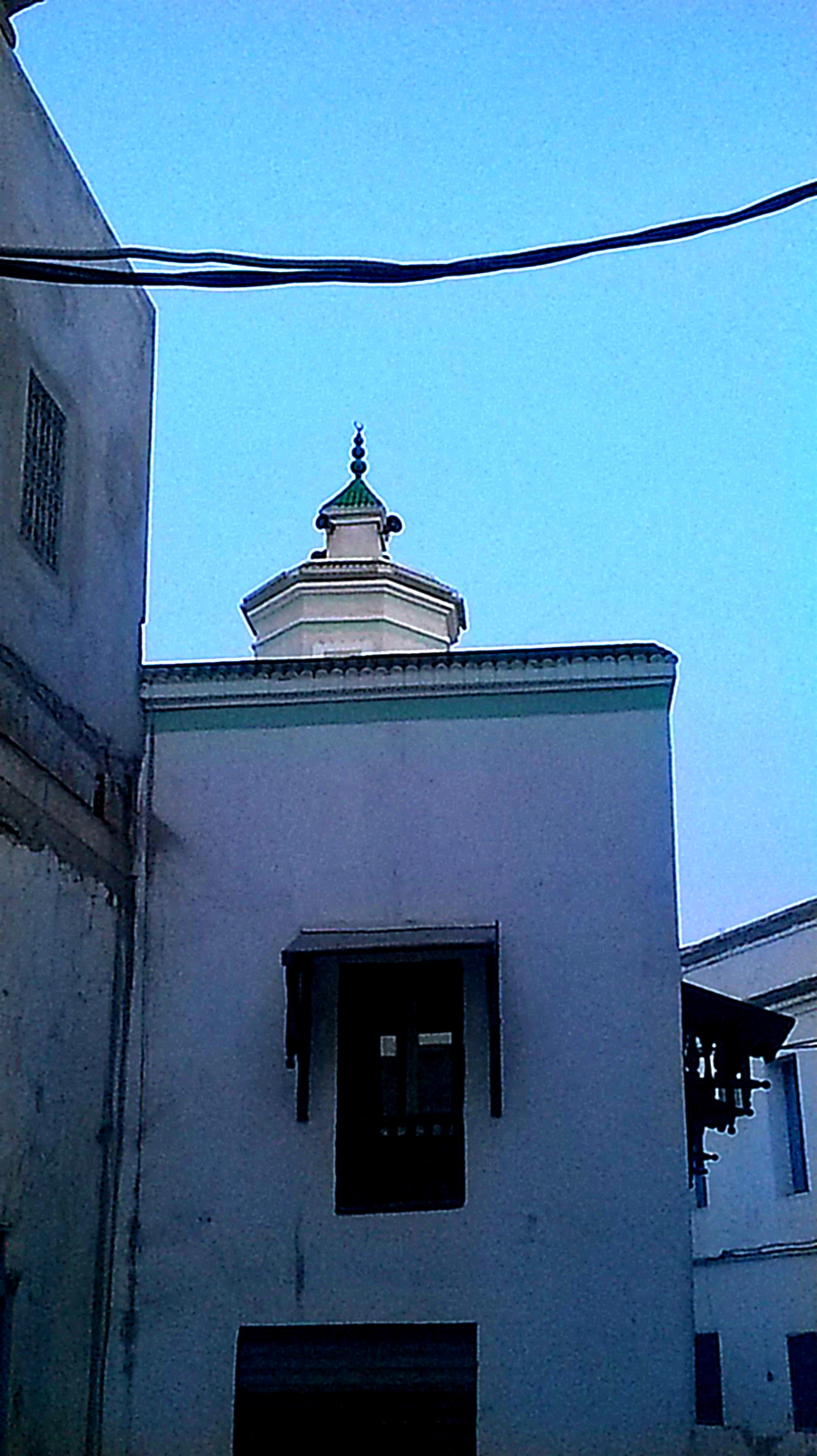
Sommet du minaret vu depuis la rue Boukhris